# Koto-koli
Berba
Pour les articles homonymes, voir Berba.
Ne doit pas être confondu avec la langue kotokoli ou tem ; le peuple Kotokoli (ou Tem)
Le Koto-koli est une race de chevaux originaire d'Afrique de l'Ouest, présente au Togo, au Bénin, au Burkina Faso et au Nigeria. Comme de nombreux autres chevaux africains, il est apparenté au Barbe, mais plus petit de taille. L'une de ses variétés est le Berba, originaire de la région de l'Atacora, dans le nord du Bénin.  
Traditionnellement élevé par les ethnies des Koto-Koli (ou Tem) et par les Berbas pour la chasse, il perd ses fonctions avec la création du parc national de la Pendjari. Ce petit cheval caractérisé par sa trypanorésistance est désormais en voie de disparition. 

## Dénomination
Le Kotokoli est également nommé « Cotocoli », et « poney du Togo »,. Le Berba est autrement connu sous le nom de « cheval de Matéri »,. Ces dénominations correspondent à une même race de petits chevaux ouest-africains.

## Histoire
Ses origines sont obscures, certaines sources estimant qu'il descend du Barbe, d'autres qu'il est autochtone du Nord du Bénin. Il est historiquement élevé par les Kotokolis ainsi que dans l'Atacora, dans le nord du Bénin, par le peuple du même nom : les Berbas.
La race est décrite en 1922 par Schulken, puis en 1947 par Doutressole. En 1951, Ian Lauder Mason effectue une classification du bétail et des chevaux ouest-africains : il note que le Koto-koli se trouve dans les mêmes régions que le bétail nain, et constitue avec le Kirdi la plus petite des races de chevaux d'Afrique de l'Ouest.
Le Berba voit ses effectifs diminuer drastiquement au cours de la seconde moitié du XXe siècle, en raison de la pression sur les ressources dans son biotope due au changement climatique, des mutations de société, et de la remise en cause du mode de vie de ses cavaliers, notamment de la chasse à cheval. D'après Sylvie Brunel, le déclin du cheval Berba découle de la création et de la protection des animaux sauvages du parc national de la Pendjari, établi sur le territoire de chasse traditionnel des Berbas : les cavaliers chasseurs sont interdits dans la réserve, sous peine d'un abattage de leurs chevaux par les rangers chargés de la protection des animaux sauvages. 
La race est découverte puis étudiée par un africaniste Breton, Michel Le Cornec. Elle est par la suite étudiée par Omar Coulibaly, avec l'aide de Sylvie Brunel et de Jean-Louis Gouraud, dans le cadre d'un master de développement durable à l’université Paris-Sorbonne. 
Le Koto-koli constitue la race de chevaux la plus connue dans le Nigeria à l'époque moderne (2014).

## Description

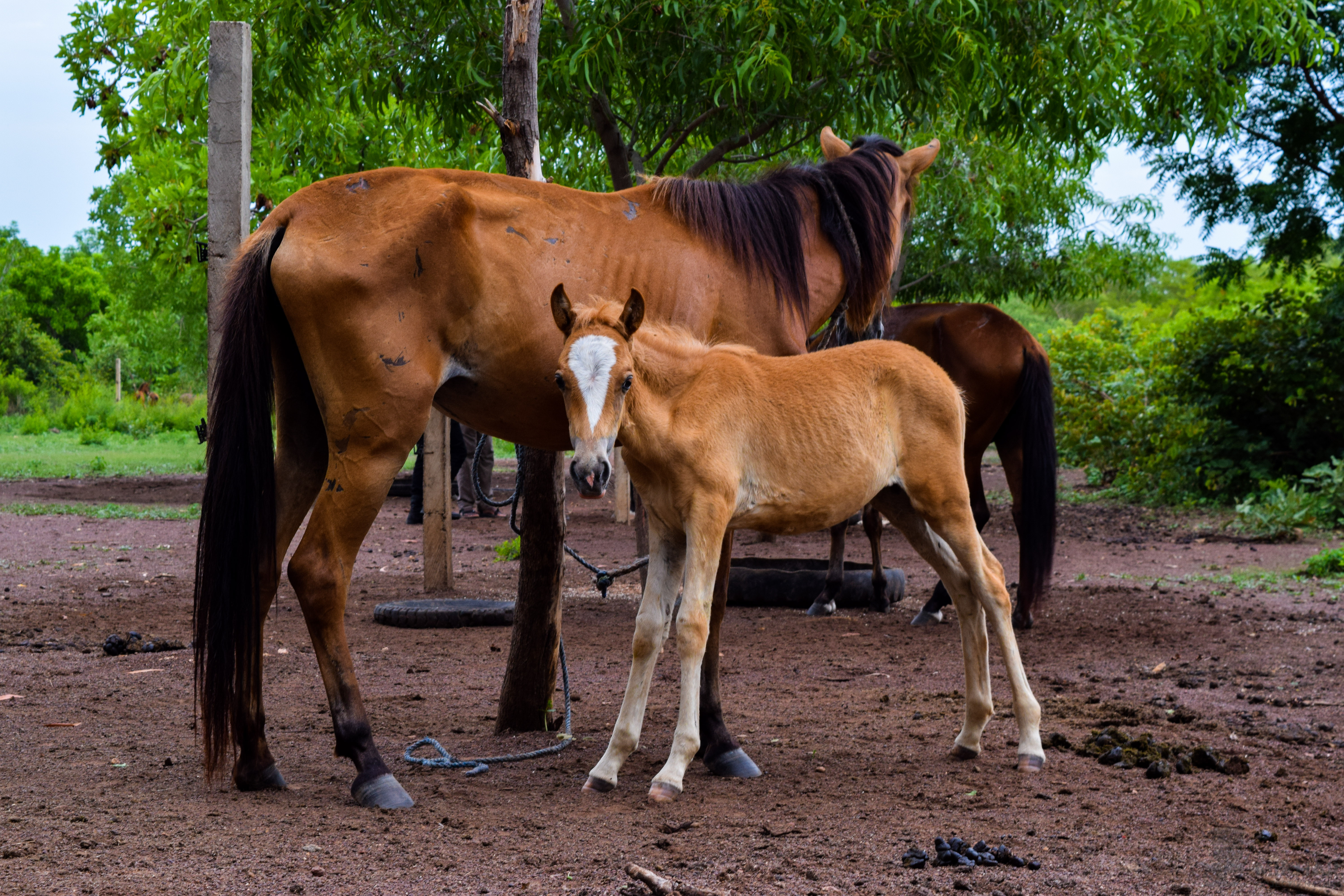
Jument et poulain Koto-koli à Dassari.

Le guide Delachaux indique une taille de 1,10 m à 1,30 m pour le Koto-koli. Concernant la variété Berba, un article sur France Bleu indique qu'il ne mesure jamais plus de 1,30 m, tandis que l'ouvrage d'Omar Coulibaly cite une fourchette de taille de 1,30 m à 1,35 m. Cette taille l'assimile à un poney.
Il présente le type Barbe avec une taille plus réduite, et de fins membres. Sa tête est grosse, rattachée à une encolure courte. Le dos et les reins sont horizontaux, la croupe légèrement inclinée et le poitrail étroit,. La crinière est peu fournie, le pelage est court.

### Robe
La robe est généralement baie sous toutes les nuances, des plus claires au bai-brun. Il peut aussi être alezan, la raie de mulet étant possible. Omar Coulibaly témoigne avoir vu un individu de robe isabelle à Taris.

### Tempérament et entretien
Il est doté de sobriété et de robustesse. La race est réputée vive et endurante, sportive et réactive. Ces chevaux sont vraisemblablement résistants à la trypanosomiase africaine, ce qui leur donne un intérêt scientifique en matière de conservation. Cependant, aucune étude n'a été menée pour évaluer cette résistance. 
L'espérance de vie est d'environ 30 ans.

## Utilisations

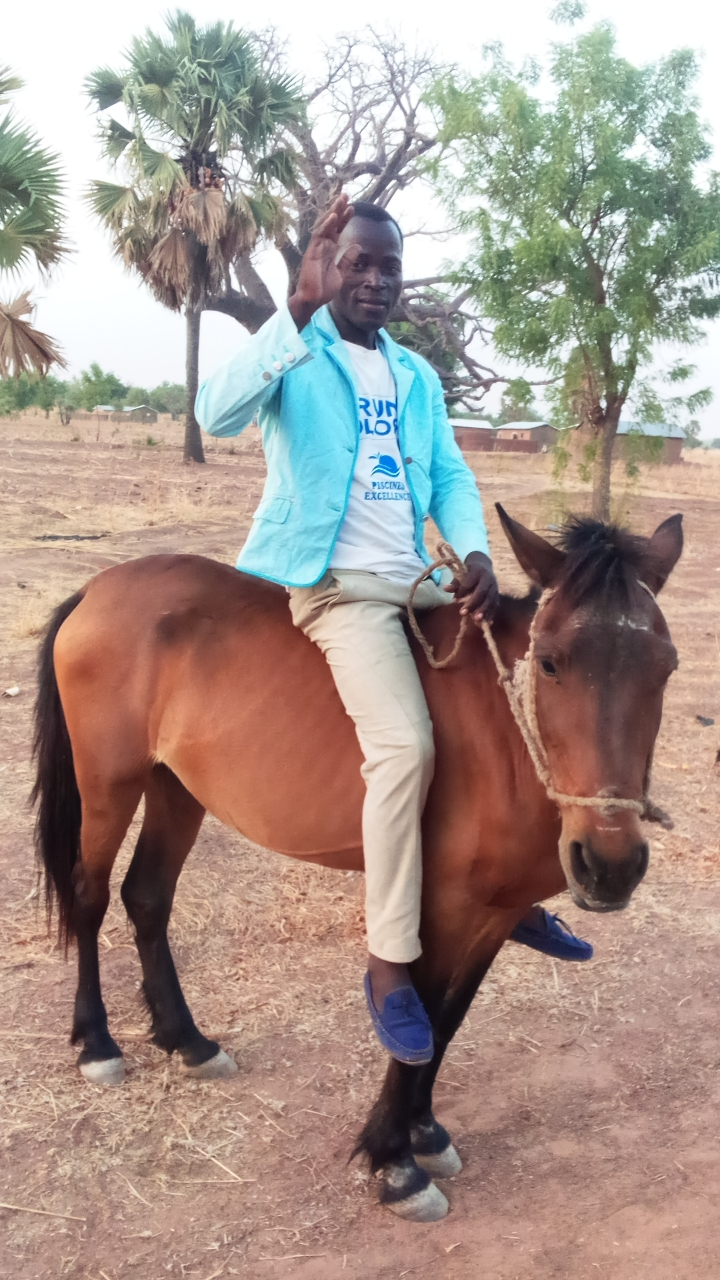
Koto-koli monté au Bénin.

La race trouvait originellement un usage militaire, ainsi que, sous la selle à la chasse, pour poursuivre et épuiser le gibier. Ces poneys sont désormais destinés aux courses et aux parades équestres, en particulier celle de la fête d'Adossa, à Sokodé. Exceptionnellement, les Koto-koli servent de chevaux de bât. La variété Berba est cantonnée à des fonctions de prestige, étant mise à l'honneur lors de fêtes coutumières.

## Diffusion de l'élevage
Le Koto-koli est présent dans le nord du Togo et du Bénin, ainsi que dans le Burkina Faso et au Nigeria. L'étude menée par l'Université d'Uppsala, publiée en août 2010 pour la FAO, signale le Koto-koli comme race de chevaux africaine transfrontière, dont le niveau de menace est inconnu. Le niveau de menace sur la race n'est pas renseigné dans la base de données DAD-IS, mais il est vraisemblable que le Koto-koli soit à faibles effectifs du fait de ses utilisations limitées.
Le berceau de la variété Berba est l'Atacora, près du parc national de la Pendjari : cette variété est propre au Nord du Bénin. En 2014, il ne resterait qu'environ 300 poneys Berba ; une autre source non datée, sur France Bleu, fait état d'une centaine de poneys Berba répartis autour de la commune de Matéri. En 2019, cette race est en voie d'extinction.

## Impact culturel
Cet animal est considéré comme sacré et comme un symbole de statut social par les Berbas. Traditionnellement, chaque enfant Berba reçoit un cheval à sa naissance, ainsi que la charge d'en prendre soin durant toute sa vie,.